# 神奈川県道724号早川停車場線
神奈川県道724号早川停車場線（かながわけんどう724ごう はやかわていしゃじょうせん）は、神奈川県小田原市早川を起点・終点とする一般県道。
東海道本線早川駅前から南東に進み、国道135号と接続するルートである。起点である早川駅前でも国道135号と接続しており、国道のバイパス的ルートを成している。

## 概要
- 起点：小田原市早川 早川駅前交差点（国道135号接続）
- 終点：小田原市早川 小田原漁港西信号交差点（国道135号接続）
- Google マップ

## 交差・接続する道路
- 国道135号（起点・終点）

## 周辺の施設・地理
- 早川駅
- 小田原早川郵便局
- 西湘バイパス石橋支線 - 終点付近を通過するが、付近にインターチェンジは無い。
- 相模湾